# Бруджине
Бруджине (італ. Brugine, вен. Brùxene) — муніципалітет в Італії, у регіоні Венето, провінція Падуя.
Бруджине розташоване на відстані близько 390 км на північ від Рима, 31 км на південний захід від Венеції, 15 км на південний схід від Падуї.
Населення — 6994 особи (2014).
Щорічний фестиваль відбувається 6 серпня. Покровитель — Найсвятіший Спаситель.

## Демографія
Населення за роками:

Станом на 1 січня 2023 року в муніципалітеті офіційно проживали 552 іноземці з 33 країн, серед них 209 громадян країн Євросоюзу та 9 громадян України.

## Сусідні муніципалітети
- Боволента
- Леньяро
- Пьове-ді-Сакко
- Польверара
- Понтелонго
- Сант'Анджело-ді-Пьове-ді-Сакко